# Leucochrysa (Nodita) tabacina
Leucochrysa (Nodita) tabacina is een insect uit de familie gaasvliegen (Chrysopidae), die tot de orde netvleugeligen (Neuroptera) behoort. De soort komt voor in Brazilië.